# Dolichosomastis pulchra
Dolichosomastis pulchra är en fjärilsart som beskrevs av William Schaus 1914. Dolichosomastis pulchra ingår i släktet Dolichosomastis och familjen nattflyn. Inga underarter finns listade i Catalogue of Life.